# Útok

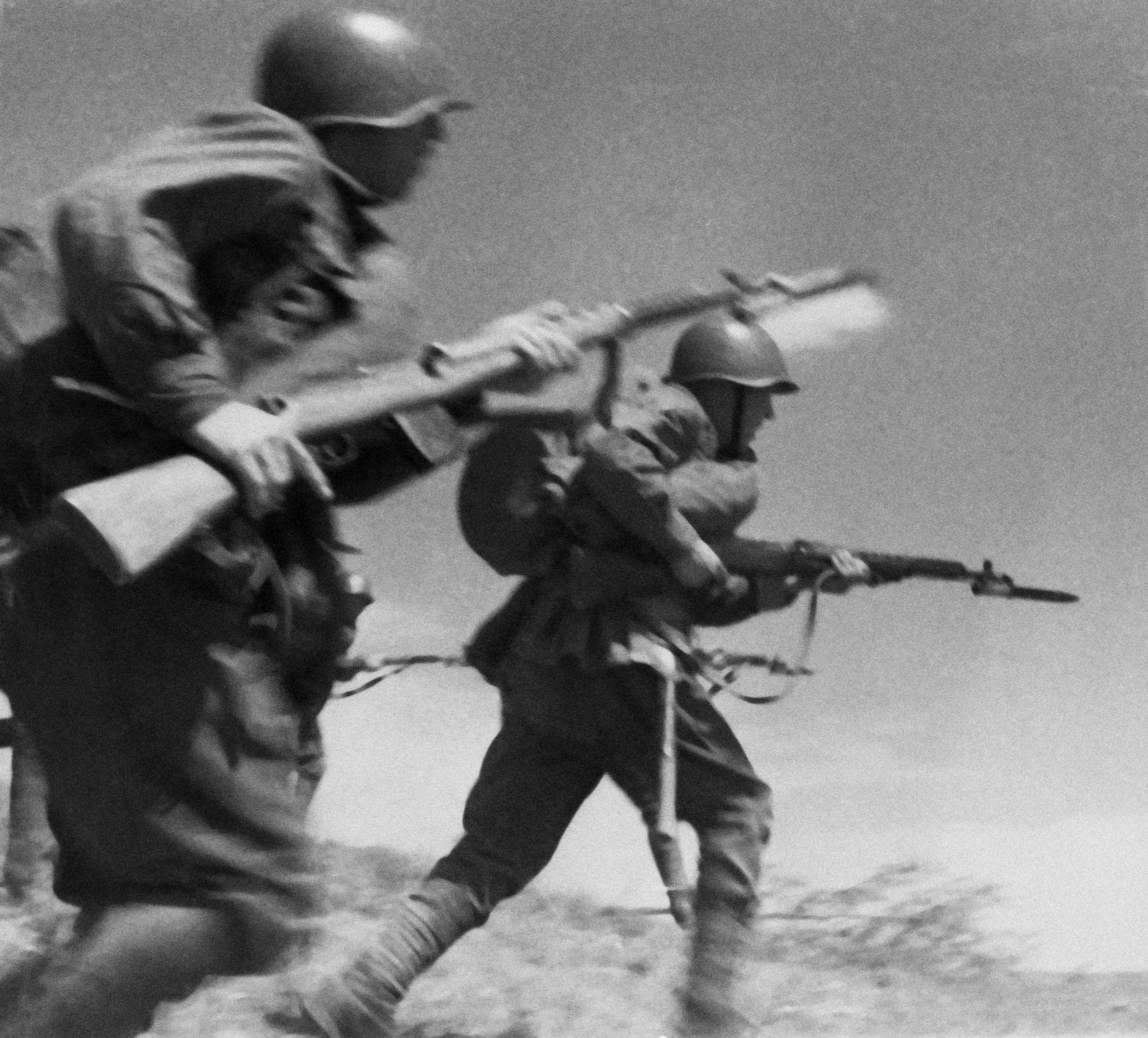
Útočící sovětští vojáci v roce 1941

Útok nebo ofenzíva je úder proti nepříteli. Klasické vojenské doktríny udávají řadu pouček, které se zabývají útokem a obranou a vztahem mezi nimi. Jedna ze základních pouček praví, že útočník má tu výhodu, že si většinou určuje místo a čas útoku. Tato výhoda může být velice významná při střetech v rozsáhlé operační oblasti, na druhé straně tato výhoda není absolutní, zejména pokud je obránce schopen tuto volbu včas zjistit či pokud je výběr útočníka obzvlášť omezený. Pak nastupuje výhoda obránce – možnost lépe se připravit, opevnit v lepších pozicích a případně promyslet protiútok.